# Pentax

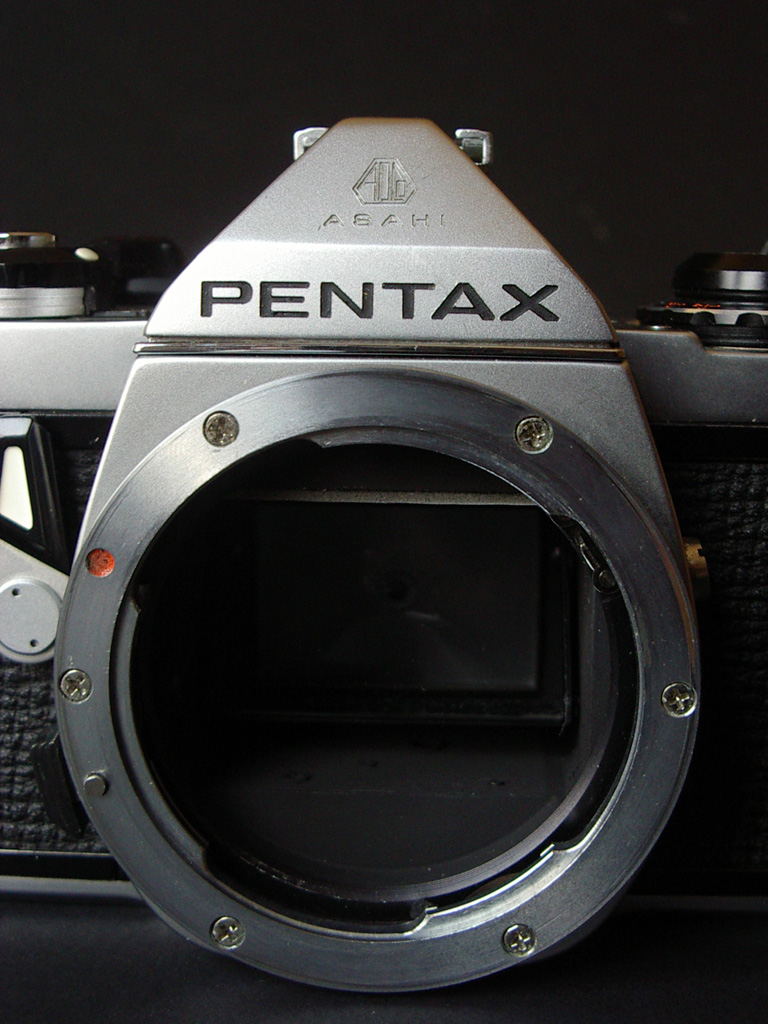
Model lustrzanki standardu K-mount

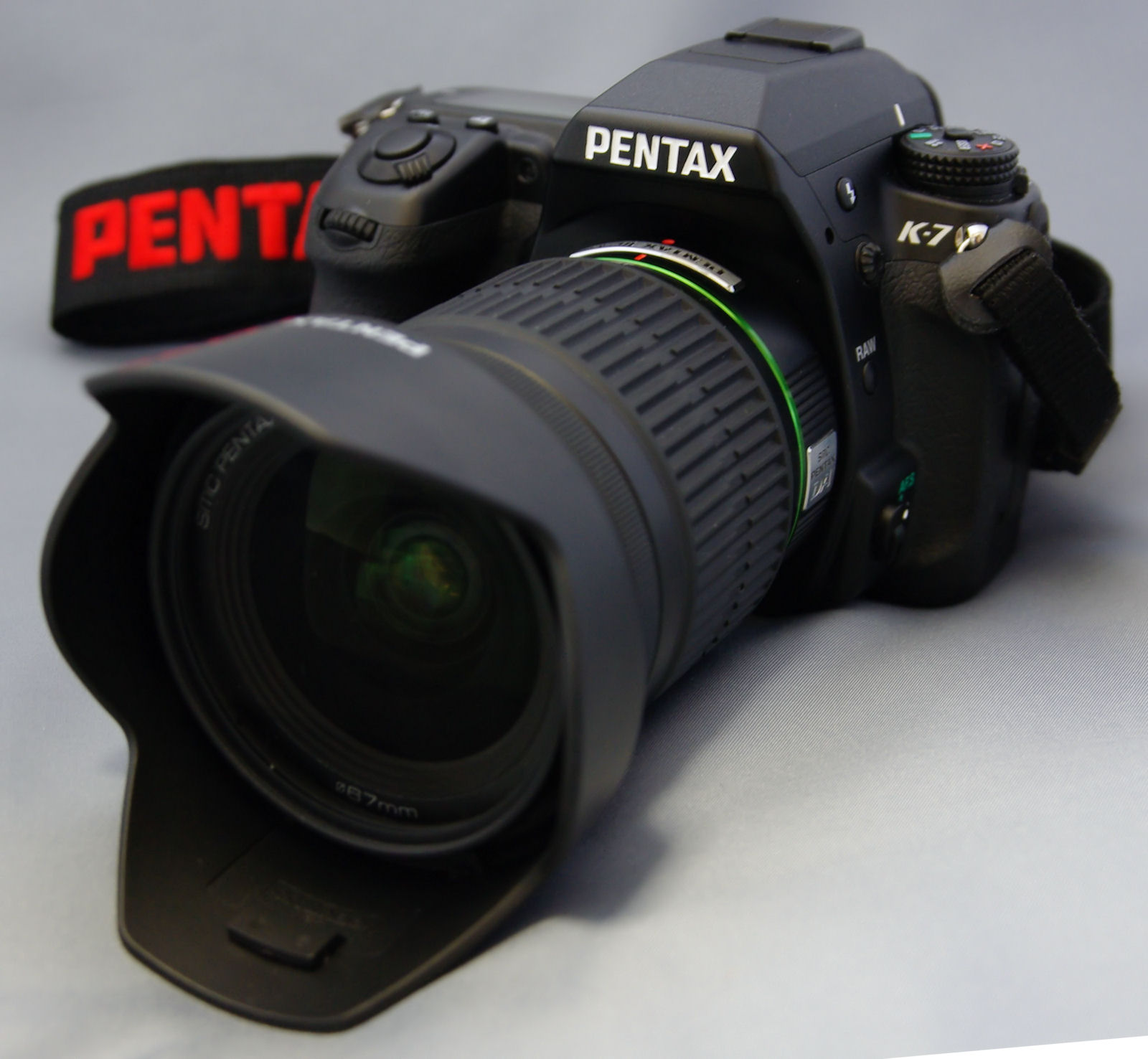
Lustrzanka cyfrowa K-7 – jeden z najbardziej zaawansowanych w swoim czasie aparatów Pentaksa

Pentax (właśc. PENTAX Corporation, jap. ペンタックス株式会社 – Pentakkusu Kabushiki-gaisha) – japońskie przedsiębiorstwo zajmujące się produkcją aparatów fotograficznych oraz akcesoriów fotograficznych i optycznych. Pionier w dziedzinie miniaturyzacji aparatów fotograficznych.
Firma powstała w 1919 r. w Tokio, jako Asahi Optical Corporation. W marcu 2008 Pentax został kupiony przez inną japońską firmę z branży optycznej – Hoya. 1 lipca 2011 Hoya oficjalnie przekształciła Pentax w niezależną firmę, by następnie sprzedać 100% udziałów firmie Ricoh za sumę ok. 10 mld jenów.

## Kalendarium
- 1952 – pierwsza lustrzanka jednoobiektywowa 35 mm Asahiflex I
- 1954 – pierwszy na świecie system natychmiastowego powrotu lustra w lustrzance Asahiflex II
- 1957 – pierwszy pryzmat pentagonalny w aparacie tej marki
- 1964 – pierwszy na świecie system pomiaru TTL w modelu Honeywell Pentax Spotmatic
- 1971 – pierwsze na świecie obiektywy z powłoką Super Multi-Coated
- 1981 – pierwsza na świecie lustrzanka z pasywnym autofokusem Pentax ME-F
- 1984 – pierwszy na świecie wielomodułowy aparat średniego formatu
- 1986 – w pełni zautomatyzowany aparat zoom 35 mm
- 1987 – pierwsza lustrzanka formatu 35 mm z wbudowaną lampą błyskową oraz systemem TTL
- 1992–1997 – najmniejszy i najlżejszy na świecie: aparat formatu 35 mm, kompakt zoom 3-krotny, kompakt zoom do 140 mm, kompakt zoom do 160 mm
- 1997 – pierwsza na świecie lustrzanka średnioformatowa z autofokusem i wymiennymi obiektywami
- 1998 – pierwszy kompakt 35 mm z zakresem zoom do 200 mm
- 2001 – najmniejszy i najlżejszy na świecie: kompakt zoom do 170 mm, aparaty cyfrowe kompaktowe – 3 mln i 4 mln pikseli
- 2002 – pierwsza na świecie lornetka cyfrowa z monitorem LCD i możliwością zapisu obrazu
- 2002 – pierwsza na świecie wodoodporna luneta 100 mm
- 2006 – pierwsza na świecie cyfrowa lustrzanka (K10D) z 22-bitowym analogowo-cyfrowym przetwornikiem obrazu
- 2009 – pierwsza na świecie cyfrowa lustrzanka (K-7) tworząca zdjęcia w technice HDR

## Ewolucja korpusów
- korpusy manualne
  - seria K (1976–1984)
    - model K1000 (1976–1999)

  - seria M (1976–1988)
  - model LX (1980–2001)
  - seria A (1983–1985)
  - seria P (1985–1997)
- korpusy autofokus
  - seria SF (1987–1993)
  - seria Z/PZ (1991–2000)
  - seria MZ/ZX (1998–2005)
  - seria *ist (2003–w produkcji)
- korpusy D-SLR
  - seria *ist (2003–2006)
  - seria K (2006–w produkcji)

## Oferta
W ofercie firmy obecne są lub były aparaty:
- małoobrazkowe (format 24 × 36 mm)
  - kompaktowe
    - seria PC

  - kompaktowe z zoomem
    - seria Espio (V, EW, SL, SW, M, Mi, WR, S)

  - lustrzanki (SLR) z bagnetem K
    - seria K (K2, K2 DMD, K1000, K1000 SE)
    - seria M (ME, ME super, MV, MV1, MG, MX)
    - seria M z AF (ME F)
    - model LX
    - seria A (superA, programA, A3)
    - seria P (P50, P30n, P30t, P30)
    - seria SF (SFXn, SFX, SF7)
    - seria Z (Z-1p, Z-1, Z-5p, Z-5, Z-10, Z-20, Z-50p, Z-70)
    - seria MZ (MZ-S MZ-3, MZ-6, MZ-7, MZ-5, MZ-5n, MZ-10)
    - seria MZ z „okrojonym” bagnetem (MZ-30, MZ-60, MZ-50)
    - seria MZ bez AF (MZ-M)
    - model *ist
- średnioformatowe
  - format 6 × 4,5 (645, 645N, 645NII)
  - format 6 × 7 (6x7, 67, 67II)

- cyfrowe
  - kompaktowe
    - seria Optio

  - systemowe z wymienną optyką
    - Pentax Q
    - Pentax Q10
    - Pentax K-01
    - Pentax Q7

  - lustrzanki (format APS-C)
    - *istD (czytane starist d)
    - *istDs
    - *istDL
    - *istDs2
    - *istDL2
    - K100D
    - K110D
    - K10D
    - K100D Super
    - K20D
    - K200D
    - K-m
    - K-7
    - K-x
    - K-r
    - K-5
    - K-30
    - K-5 II
    - K-5 IIs
    - K-50
    - K-500
    - K-3
    - K-S1
    - K-S2
    - K-3 II
    - K-70
    - K P
    - K-3 III

  - lustrzanki (format FF)
    - K-1
    - K1II

  - średnioformatowe
    - 645d
    - 645z

a także:
- obiektywy
- lornetki
- lampy błyskowe
- filtry
- Niwelatory
- Teodolity
- Tachimetry